# Łazisko (województwo łódzkie)
Łazisko – wieś w Polsce położona w województwie łódzkim, w powiecie tomaszowskim, w gminie Tomaszów Mazowiecki.
Do 1953 roku istniała gmina Łazisko. W latach 1975–1998 miejscowość administracyjnie należała do województwa piotrkowskiego.